# Capitainerie de São Vicente

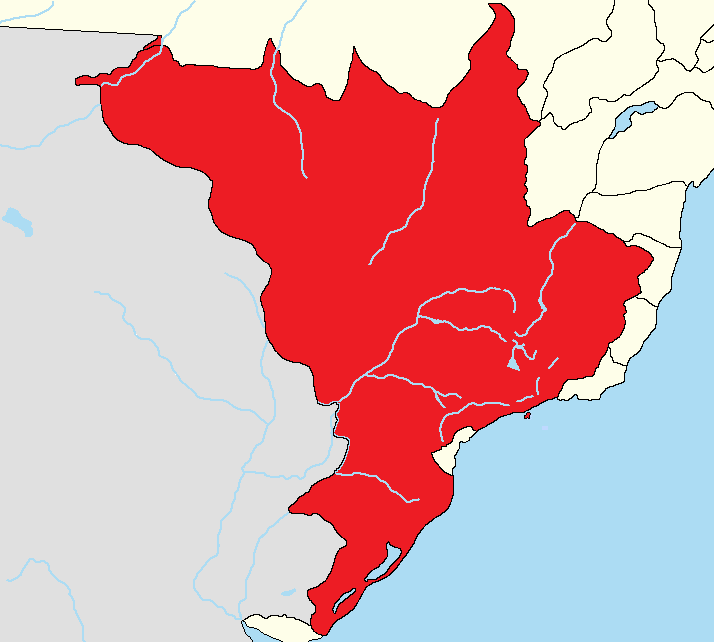
Carte de la capitainerie de São Vicente.

La capitainerie de São Vicente fut une des quinze premières capitaineries créées en 1534 par Jean III pour faciliter le peuplement et la défense du nouveau territoire.
Son premier donataire fut Martim Afonso de Sousa. Elle fut divisée en deux parties dont la plus septentrionale fut abandonnée par le donataire et fondue en 1567 dans la capitainerie de Rio de Janeiro sous la direction de Salvador Correia de Sá.
Tout comme celle de Pernambouc cette capitainerie progressa économiquement grâce à la culture de la canne à sucre.
En plus de la ville de São Vicente, progressivement, furent fondés d'autres peuplements comme Santos, São Paulo dos Campos de Piratininga, Sant'Ana de Mogi, entre autres.
Brás Cubas, un des fondateurs de la vila de Santos, eut un rôle notable dans le développement de la capitainerie. De famille noble, fils de João Pires Cubas et de Isabel Nunes, il vint au Brésil avec Martim Afonso de Sousa et gouverna à deux reprises la capitainerie de São Vicente (de 1545 à 1549 et de 1555 à 1556).
Brás Cubas fut le plus grand propriétaire des terres de la zone du littoral. Il fonda en 1543, la première Santa Casa de Misericórdia qu'il appela de « Tous les Saints », nom qui passa à la vila de Santos dont le port était mieux localisé que celui de São Vicente.
En 1551 il fut nommé par Jean III percepteur et comptable des revenus et des droits de la capitainerie. L'année suivante, il construisit le fort de São Filipe dans l'île de Santo Amaro.
Il participa de manière brillante à la défense de la capitainerie contre les attaques des Tamoios, alliés des Français. Plus tard, par ordre du troisième gouverneur général, Mem de Sá, il dirigea des expéditions dans l'intérieur à la recherche d'or et d'argent. Il atteint le plateau de Diamantina dans le sertão bahianais.
À sa mort, il était hidalgo de la Maison Royale et un des hommes les plus respectés de la capitainerie. Le titre de « alcaide -maior » de la vila de Santos passa à son fils Pero Cubas.
Le 17 avril 1709, la capitainerie vit son nom transformé en capitainerie de São Paulo e Minas de Ouro qui, à ce moment-là, avait un territoire qui comprenait les États actuels de Santa Catarina, Paraná (État), São Paulo (État), Minas Gerais, Goiás, Tocantins, Mato Grosso do Sul, Mato Grosso et Rondônia.

## Sources
- (pt) Cet article est partiellement ou en totalité issu de l’article de Wikipédia en portugais intitulé « Capitania de São Vicente » (voir la liste des auteurs).